# Mezquita de Sehzade
La Mezquita de Sehzade o Mezquita de los Príncipes (Şehzade Camii en idioma turco), es una mezquita de Estambul, obra de juventud del arquitecto Sinan, finalizada en 1548.
Fue encargada por el sultán Solimán el Magnífico en honor de su hijo, el príncipe Mehmed, muerto en 1543. La causa de esta muerte no está clara, algunos historiadores creen que la muerte del príncipe ocurrió a manos de la primera esposa del sultán Solimán, Mahidevran Gülbahar, mediante envenenamiento para que su hijo Mustafá, quien fuera ejecutado años después por órdenes del mismo sultán ante la sospecha de rebelión, no tuviera problemas en ascender al trono, sin contar con la rivalidad declarada que Mahidevran tenía con la favorita y esposa legítima del gobernante, Hurrem Sultan, madre del príncipe Mehmed. Además, se dice que Mehmet era el favorito del sultán para sucederle en el trono. No obstante, la causa de su muerte se achacó a la viruela, aunque no está del todo claro. La mezquita sería un intento de expiar las supuestas culpas del sultán, que hizo enterrar a los dos hermanos en un mausoleo situado en el jardín de la mezquita.

## Galería

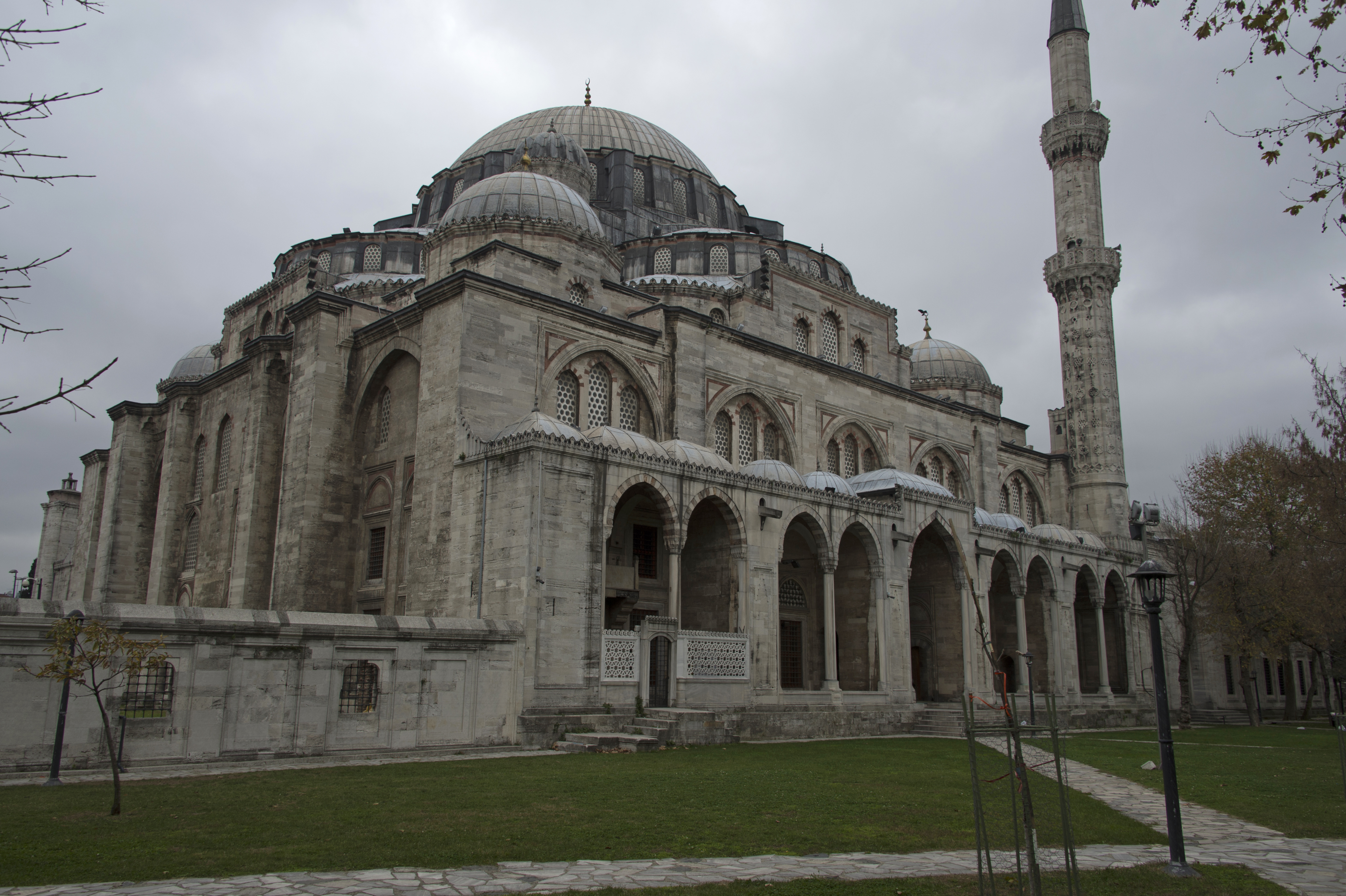
Vista exterior de la mezquita
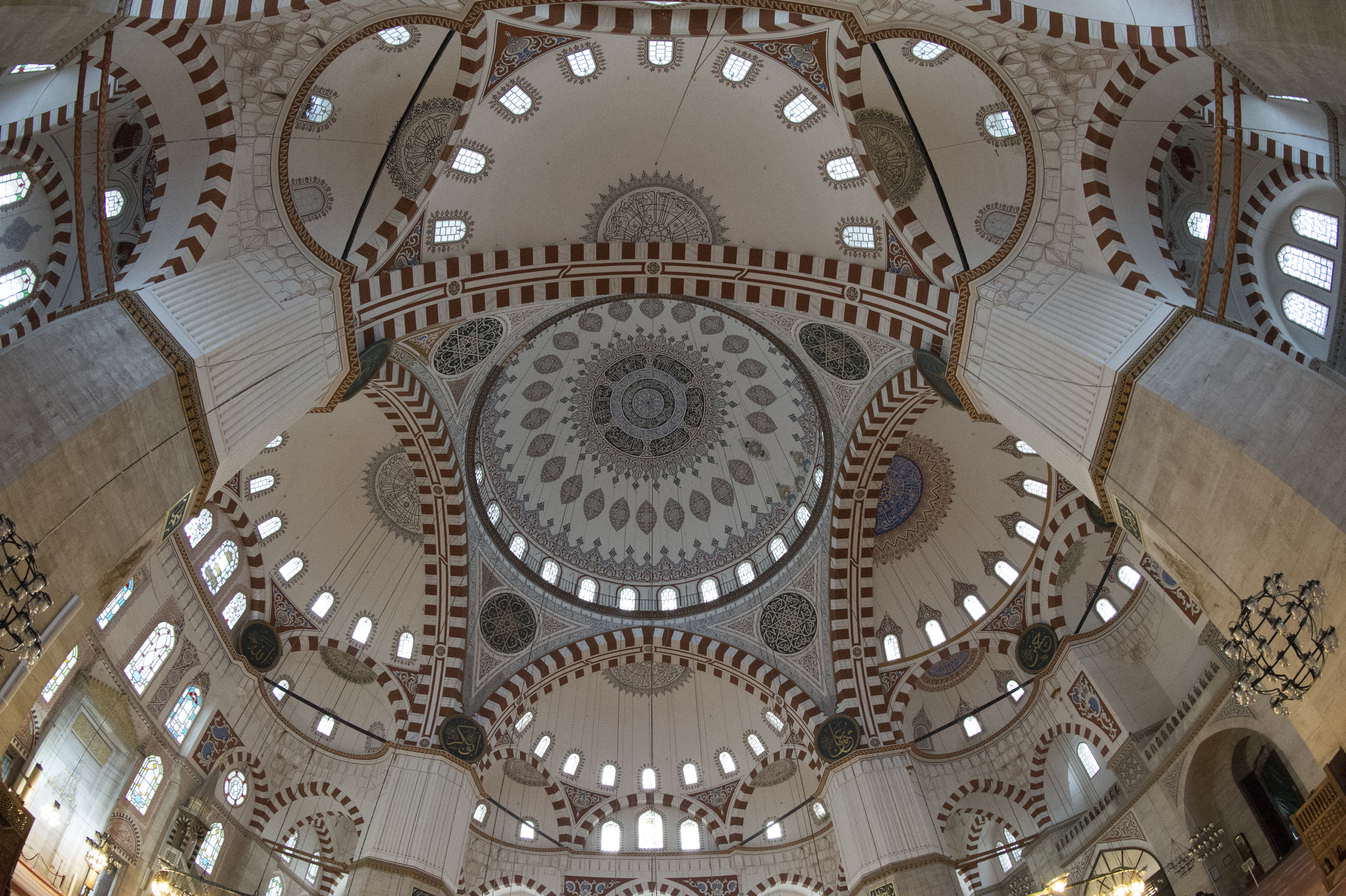
Vista de la cúpula
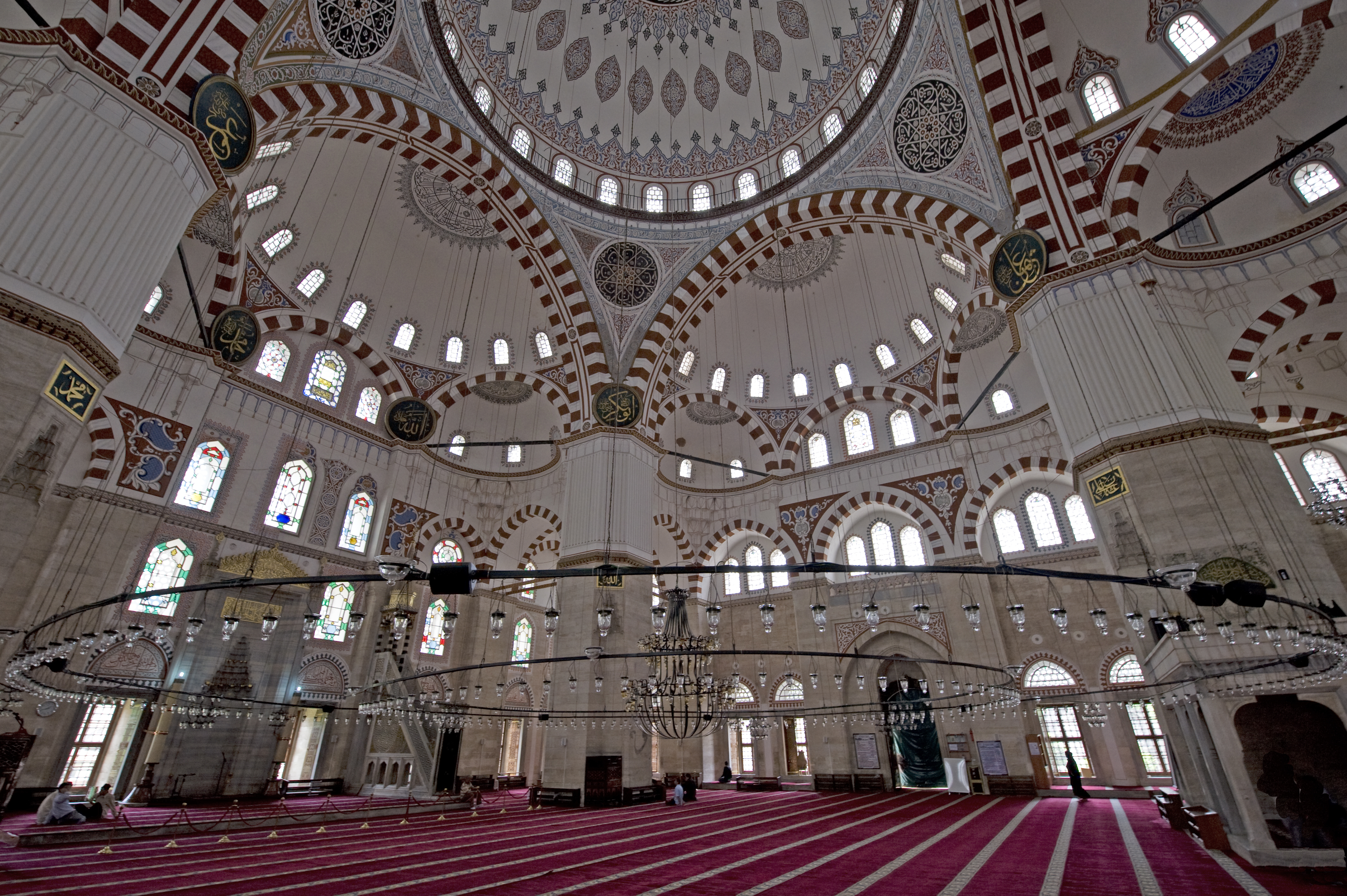
Vista interior
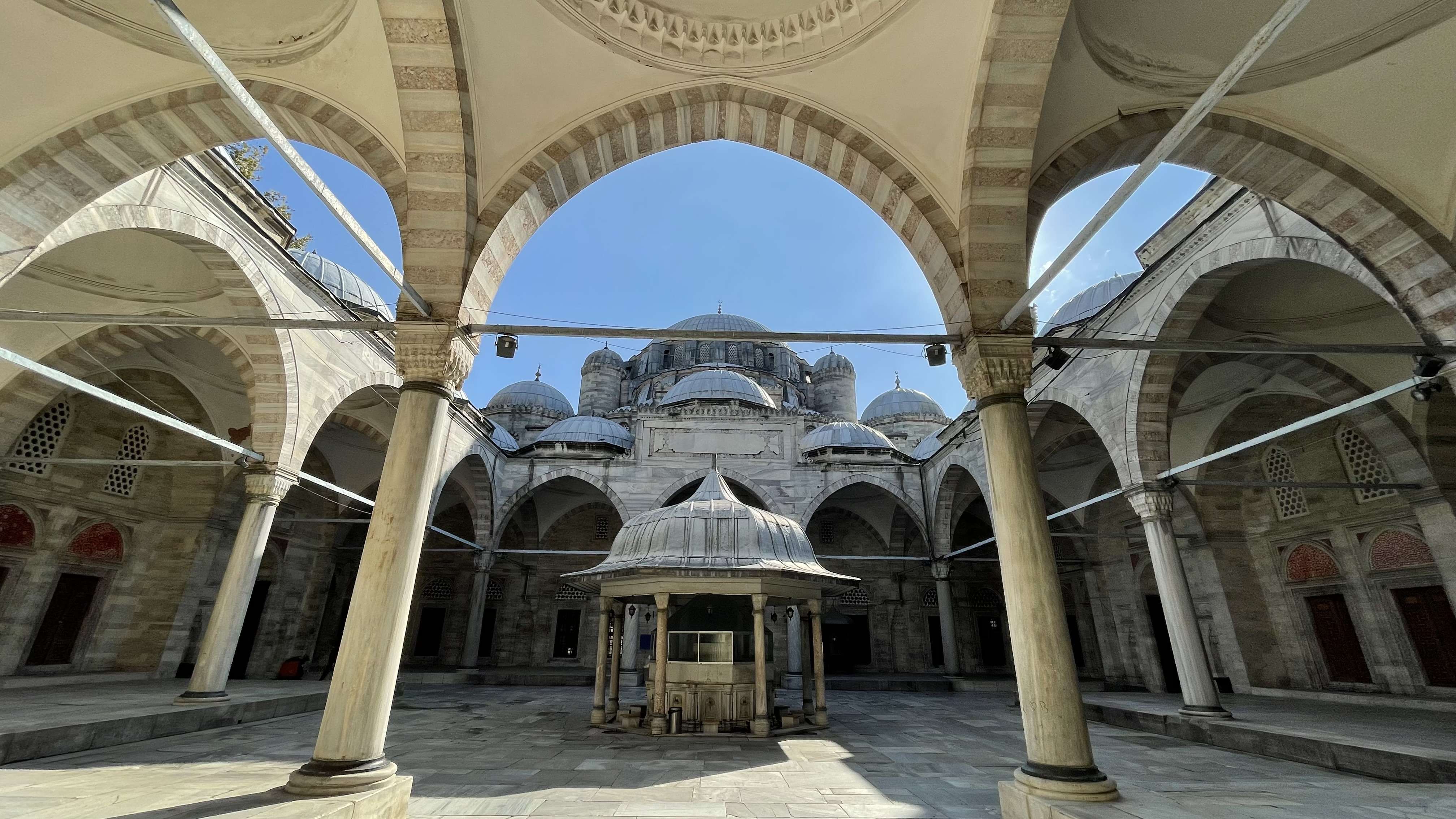
El patio de la mezquita
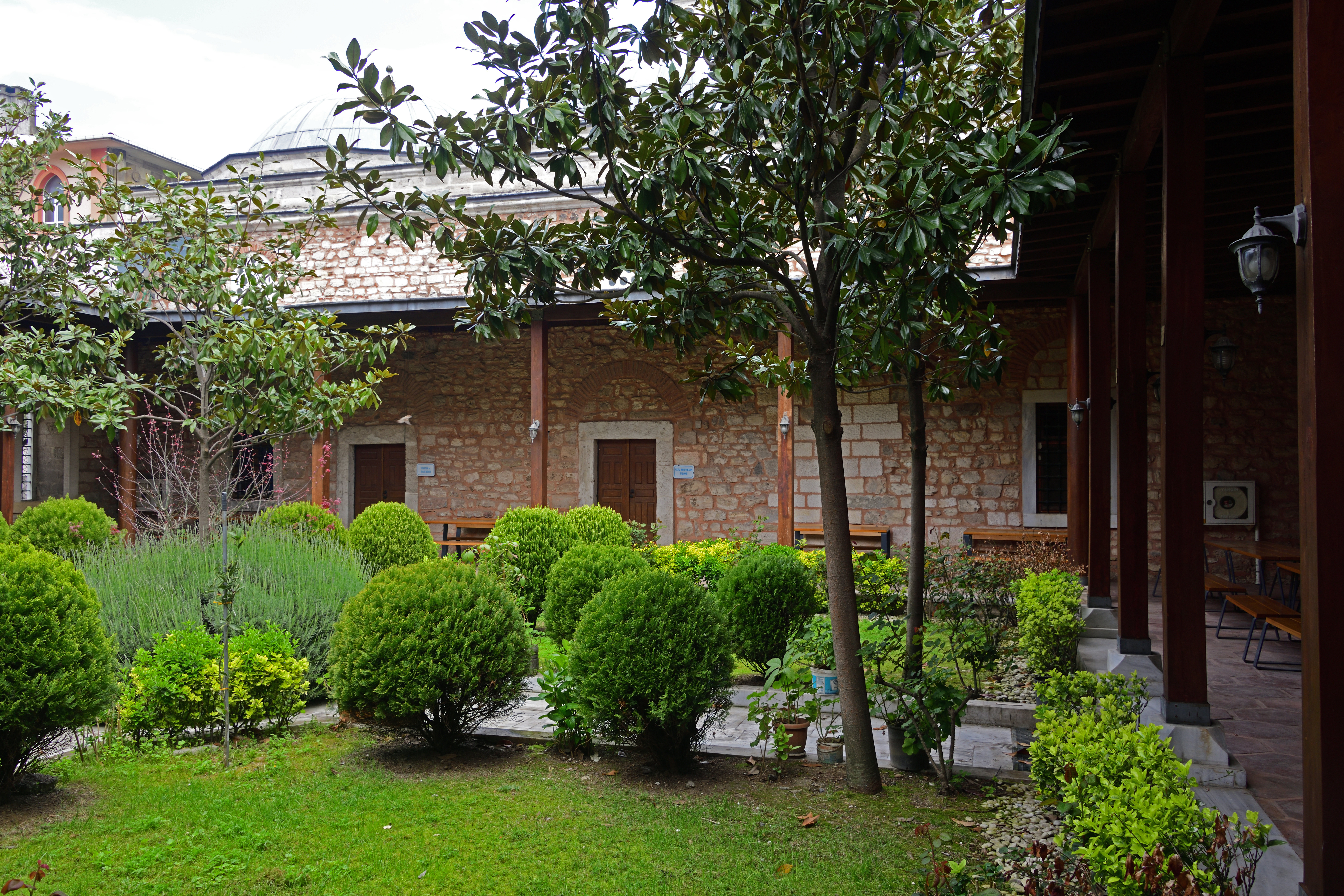
Patio interior del imaret

- Datos: Q644677
- Multimedia: Şehzade Mosque / Q644677